# Julien Torma

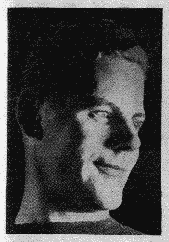
Angebliches Porträt Julien Tormas

Julien Torma (angeblich * 6. April 1902 in Cambrai, Frankreich; verschollen seit dem 17. Februar 1933 in Tirol, Österreich) wird als Autor mehrerer literarischer Werke genannt, die in französischer Sprache verfasst sind und dem Dadaismus und der ’Pataphysik zugeordnet werden. Veröffentlichungen unter dem Namen Julien Torma sind seit 1920 in Frankreich nachweisbar. Ob es sich bei Torma um eine tatsächlich existierende Person handelte, ist nicht gesichert. Vielfach wird in der Literaturwissenschaft die Ansicht vertreten, dass Julien Torma ein fiktiver Charakter bzw. ein Pseudonym ist, das ein oder mehrere verschiedene Schriftsteller neben- oder nacheinander nutzten und das später um eine fiktive Biografie ergänzt wurde. Die Bibliothèque nationale de France führt Julien Torma mittlerweile als „kollektives Pseudonym“.

## Biografische Angaben
Die allgemein bekannten biografischen Informationen zu Julien Torma gehen ausschließlich auf das 1948 gegründete Pariser Collège de ’Pataphysique zurück, das ab 1955 – angeblich postum – einige Werke unter Tormas Namen erstmals veröffentlichte und dabei auch Hintergrundinformationen zu seiner Vita mitteilte. Sie beruhen nach Darstellung des Collège de ’Pataphysique zu einem großen Teil auf Briefen, die Torma an verschiedene Adressaten schrieb. Eine Zusammenstellung der Lebensdaten findet sich in einer 1988 veröffentlichten Neuauflage von Tormas Buch Le grande troche.
Danach wurde Torma 1902 in der nordwestfranzösischen Stadt Cambrai geboren. Sein Vater starb, als Torma ein Jahr alt war, die Mutter, die sich wiederverheiratet hatte, verlor er im Alter von fünf Jahren. Der Junge lebte daraufhin bei seinem Stiefvater namens Crabert und verbrachte seine weitere Kindheit zunächst im Pariser Quartier des Batignolles und später in der Stadt Pantin. Möglicherweise setzte der Stiefvater den Jungen als Gehilfen bei Straftaten ein, unter anderem beim Verkauf von Drogen. 1916 ließ sich Torma in Pontoise nieder, 1918 begann er, literarische Werke zu verfassen.
1919 lernte Torma den Dichter Max Jacob kennen, der Tormas Neigung zum Schreiben unterstützte. Möglicherweise unterhielten beide eine homosexuelle Beziehung zueinander. Ein Jahr später kam es zu einem Bruch zwischen Torma und Jacob. Jean Montmort, ein Jugendfreund Tormas, übernahm 1920 die Herausgeberschaft für seinen ersten Gedichtband mit dem Titel La Lampe Obscure. Torma absolvierte den Wehrdienst in Frankreich und arbeitete danach nachts in den Pariser Markthallen, um seinen Lebensunterhalt zu bestreiten. In der Freizeit hielt er sich im Umfeld von dadaistischen oder surrealistischen Künstlern wie René Crevel, Robert Desnos und Jean Vigo auf. Torma schrieb weiter, darunter ein Drama, das er bis an sein Lebensende immer wieder überarbeitete. Mit finanzieller Unterstützung von Jean Montmort, der teilweise auch die Druckkosten übernahm, veröffentlichte Torma 1925 und 1926 drei weitere Werke, die auf dem Markt erfolglos blieben. Danach stellte er seine schriftstellerischen Tätigkeiten ein. Ende der 1920er-Jahre lebte er in Lille.
1932 vermittelte ihm Montmort eine Stelle als Hauslehrer im österreichischen Bundesland Tirol, die Torma aber nicht antrat. Er hielt sich stattdessen zeitweise in Salzburg auf und unternahm im Winter 1932/33 Wanderungen in den Alpen. Sein letzter bekannter Aufenthaltsort war das „Gasthaus Wildspitze“ in Vent im hintersten Ötztal. Von hier aus brach er am 17. Februar 1933 zu einer Wanderung auf, von der er nicht mehr zurückkam. Danach gibt es keine Spur mehr von Torma; ein Leichnam wurde nicht gefunden.

## Zweifel an der Existenz Tormas und Identifizierungsversuche
Seit mindestens 1970 wird die tatsächliche Existenz Julien Tormas angezweifelt oder bestritten. Vieles spricht dafür, dass Julien Torma ein Pseudonym ist, das von ’pataphysischen Schriftstellern etabliert, zumindest aber ab 1955 von Mitgliedern des Collège de ’Pataphysique wiederbelebt und später mit einer fiktiven Biografie versehen wurde. Eine Individualisierung des Autors oder der Autoren, die dieses Pseudonym nutzten, ist bislang nicht gelungen.

### Anknüpfungspunkte für Zweifel
Die Zweifel an Tormas Existenz stützen sich auf eine Reihe von Indizien:
In den Dokumenten der Stadt Cambrai ist keine Geburt einer Person mit dem Namen Julien Torma verzeichnet. Sein Aufenthalt in Tirol 1933 ließ sich durch Recherchen vor Ort nicht bestätigen.
Biografische Angaben zu Torma wurden erstmals 20 Jahre nach seinem angeblichen Tod veröffentlicht. Eine Verifizierung war zu dieser Zeit bereits praktisch ausgeschlossen, denn tatsächlich existierende Menschen, mit denen Torma in Kontakt gewesen sein soll, lebten ausnahmslos seit Jahren nicht mehr: René Crevel war 1935 gestorben, Max Jacob war 1944 in einem französischen Internierungslager ums Leben gekommen, und Robert Desnos war 1945 im KZ Theresienstadt einer Typhusinfektion erlegen. Jean Montmort, der angebliche Herausgeber von Tormas Werken in den 1920er-Jahren, ist eine unbekannte Person: Es gibt außerhalb des Torma-Komplexes keine Hinweise auf seine Existenz; angeblich starb er im Juni 1940.
Als Indiz für die Fiktionalität der Figur Julien Torma wird auch die Häufung künstlich wirkender Namen aus seinem angeblichen Umfeld herangezogen. Insbesondere sei die Häufung von Namen mit Bezug zu Tod oder Unruhe auffällig. Der Name Torma lässt sich als Anagramm für „à mort“ (sinngemäß: auf dem Weg in den Tod) lesen; lautmalerisch kann sich aus der Umstellung seiner Silben auch „ma mort“ (mein Tod) ergeben. Der Familienname von Tormas angeblichem Herausgeber Jean Montmort bedeutet übersetzt Todesberg oder toter Berg. Schließlich kann W. Sandomir, ein weiterer angeblicher Herausgeber von Torma-Werken, als „sans dormir“ (sinngemäß: schlaflos) gelesen werden. Es sei schwer zu glauben, dass eine solche Häufung von Namen mit Todes- oder Vergänglichkeitsbezug bloßer Zufall sei.

### Literarische Analyse

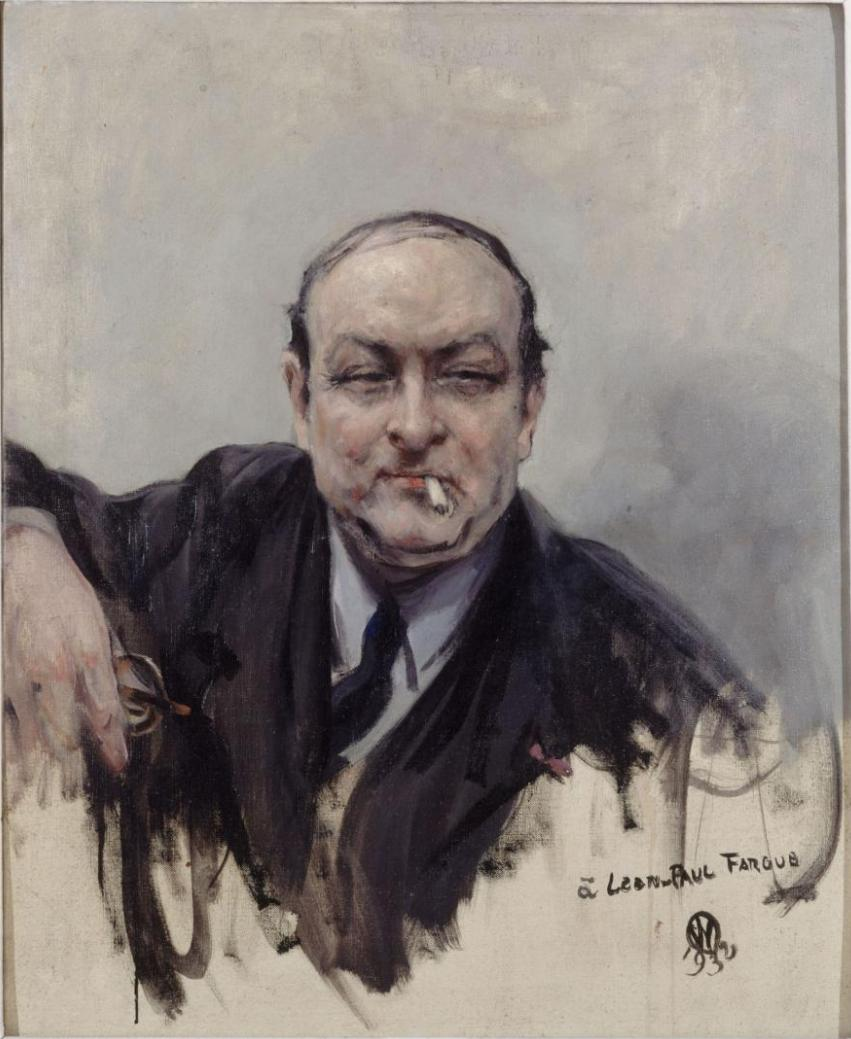
Einer der möglichen Nutzer des Pseudonyms Julien Torma: Léon-Paul Fargue

Der französische Literaturwissenschaftler Michel Corvin kam 1972 nach einer Analyse der Torma zugeschriebenen Werke zu dem Ergebnis, dass sich die vor dem Zweiten Weltkrieg veröffentlichten Torma-Texte wesentlich von denen unterschieden, die das Collège de ’Pataphysique nach dem Krieg publizierte. Eine einheitliche Autorenschaft für alle Torma-Texte schließt Corvin deshalb aus. Er schlussfolgert, dass das Pseudonym Torma vor dem Krieg von einer anderen Person oder Personengruppe genutzt wurde als nach dem Krieg. Er spricht deshalb von „Pseudo-Torma 1“ (für die Zeit von 1920 bis 1926) und „Pseudo-Torma 2“ (für die Zeit ab 1955). Es könne auch sein, dass zwischen beiden Personen bzw. Personengruppen gar keine Verbindung bestehe.

### Identifizierungsversuche
Die tatsächliche Urheberschaft für die Torma zugeschriebenen Werke ist bislang nicht geklärt. In der Literaturwissenschaft gab es verschiedene Identifizierungsversuche; keiner davon ließ sich abschließend belegen. Michael Corvin schlug den Dichter Léon-Paul Fargue (1876–1947) als Nutzer des Pseudonyms Julien Torma vor, später auch Noël Arnaud (1919–2003). Dem französischen Literaturwissenschaftler Henri Béhar zufolge stand hinter dem Pseudonym Julien Torma ein Kollektiv aus den Autoren Boris Vian, Jacques Prévert, Eugène Ionesco, Raymond Queneau und Noël Arnaud. Wieder andere halten den Literaturprofessor Emmanuel Peillet (1914–1973), einen der Gründer des Collège de ’Pataphysique, jedenfalls für den Urheber des Wiederauflebens von Julien Torma ab 1955.

## Werk

### Einordnung
Die Torma zugeschriebenen Werke kommen aus allen klassischen Literaturgattungen. Sie werden vielfach dem Dadaismus zugeordnet. Verschiedenen Briefen zufolge stand Torma dem Surrealismus ablehnend gegenüber und schätzte stattdessen die ’Pataphysik Alfred Jarrys. Tormas Werke verlassen Logik und Struktur. Sie arbeiten unter anderem mit Anagrammen, Lautverschiebungen und lautmalerischen Ansätzen.

### Veröffentlichungen von 1920 bis 1926
Ungeachtet der Fragen nach der Existenz oder der Identität Julien Tormas sind vier Werke belegbar, die in den Jahren 1920 bis 1926 unter diesem Namen in Frankreich veröffentlicht wurden:
- 1920 erschien die Gedichtesammlung La Lampe Obscure: Poèmes Mystiques (deutsch etwa: „Die obskure Lampe: Mystische Gedichte“) im Pariser Verlag Pérou. Als Herausgeber war Jean Montmort genannt. Es gab nur eine Auflage. Insgesamt wurden 200 Exemplare gedruckt.[11]

- 1925 gab Jean Montmort das in Versform geschriebene Werk Le Grand Troche: sorites heraus. Das Buch erschien bei Éditions Elaia in Paris.

- 1926 erschien bei Pérou das Drama Coupures: Tragédie en 9 tableaux (deutsch: „Schnitte: Eine Tragödie in neun Bildern“). Hinweise auf eine Aufführung des Stücks gibt es nicht.

- Ebenfalls 1926 kam bei Guiblin das Buch Euphorismes (Euphorismen) heraus, das als das bekannteste Werk Tormas gilt. Als Herausgeber wurde erneut Jean Montmort angegeben. Der Titel des Buchs enthält eine Verfremdung des Begriffs Aphorismus und kann als dessen sprachliche Verbindung mit Euphorie, aber auch mit Euphemismus gelesen werden. Wie bei Aphorismen üblich, bestehen Tormas Euphorismes aus kurzen Gedanken, die in einem oder wenigen Sätzen zusammengefasst werden. Die Euphorismes enthalten Mikroessais und kurze Sentenzen, die einen „Widerspruch gegen Ordentlichkeit, Normalität, Harmonie, Automatismus, Autorität, Gewissheit, Konvention, festen Glauben, guten Geschmack und gesunden Menschenverstand“[4] zum Ausdruck bringen. Tormas Euphorismes wurden mehrfach neu herausgegeben; 2009 erschienen sie in einer kommentierten Übersetzung von Klaus Völker unter dem Titel Euphorismen in deutscher Sprache.

### Veröffentlichungen ab 1955
Ab 1955 brachte das Collège de ’Pataphysique – angeblich posthum – eine Reihe dadaistischer oder ’pataphysischer Werke heraus, als deren Autor Julien Torma angegeben wird. Die Vorworte stellen ausdrücklich einen Bezug zu Tormas in den 1920er-Jahren publizierten Werken her und erwecken den Eindruck, als sei es jeweils der gleiche Autor. 1955 kamen gleich drei Torma-Werke heraus.
- Das 1955 veröffentlichte Lebordelamer (verkürzt aus Le bord de la mer; deutsch sinngemäß: „An der Küste“) besteht aus grafisch angeordneten einzelnen Worten oder kurzen Satzfragmenten, die in unterschiedlichen Schrifttypen gesetzt sind und teilweise um Striche oder einfache Grafiken ergänzt werden. Eine Grafik zeigt die südwestfranzösische, in Atlantiknähe gelegene Stadt Bordeaux, deren Name durch Bordel (Bordell) ersetzt ist. Stellenweise finden sich Anklänge an skatologische Literatur.
- Ebenfalls 1955 erschien Premièrs Ercits de Julien Torma (deutsch sinngemäß: „Erste Schriften von Julien Torma“).
- Le Brétou, ein Drama in vier Akten, wurde ebenfalls 1955 erstmals veröffentlicht. Dem Begleittext zufolge soll Torma in den 1920er-Jahren jahrelang an dem Stück gearbeitet und es immer wieder verändert haben. Le Brétou wurde 1994 mindestens einmal aufgeführt.[12]
- 1963 kam Porte Battante heraus, eine Fragmentsammlung, die im Untertitel als Carnet de Notes (sinngemäß: "Notizbuch") bezeichnet wird und formal an Lebordelamer von 1955 anknüpft. Einer Anmerkung im Vorspann zufolge wurden 999 Exemplare gedruckt.
- 1998 erschien die Gedichtesammlung Le Grabuge.
- 2003 brachte das Collège de ’Pataphysique die Sammlung Écrits définitivement incomplets (deutsch: "definitiv unvollständige Schriften") heraus.

## Bedeutung
Torma wird als „Vater des Euphorismus“ beschrieben, „in dessen Bann nicht wenige spätere Meisterdenker des Surrealismus gestanden haben.“
Torma lege überhaupt keinen Wert darauf, gelesen, verstanden, unterstützt oder bekämpft zu werden. Er sei „ein Autor, dem gar nichts mehr passieren kann“.